# Macropteranthes
Macropteranthes  es un género con cuatro especies de plantas con flores en la familia Combretaceae.

## Taxonomía
El género fue descrito por F.Muell. ex Benth. y publicado en Fragmenta Phytographiæ Australiæ 3: 151. 1863. La especie tipo es: Macropteranthes kekwickii F.Muell. ex Benth.

## Especies
- Macropteranthes fitzalani F.Muell.
- Macropteranthes kekwickii F.Muell. ex Benth.
- Macropteranthes leichhardtii F.Muell. ex Benth.
- Macropteranthes montana F.Muell.